# Patarasi
Patarasi (nep. पातरासी) – gaun wikas samiti w zachodniej części Nepalu w strefie Karnali w dystrykcie Jumla. Według nepalskiego spisu powszechnego z 2001 roku liczył on 490 gospodarstw domowych i 2907 mieszkańców (1438 kobiet i 1469 mężczyzn).